# تکیرگیول
شهر تکیرگیول (به رومانیایی: Techirghiol) در شهرستان کونستانس در کشور رومانی واقع شده‌است. جمعیت این شهر ۷٬۳۸۸ نفر  است.